# Rio Pirapetinga (vattendrag i Brasilien, Rio de Janeiro, lat -22,46, long -44,41)
Rio Pirapetinga är ett vattendrag i Brasilien.   Det ligger i delstaten Rio de Janeiro, i den sydöstra delen av landet, 800 km sydost om huvudstaden Brasília.
Omgivningarna runt Rio Pirapetinga är huvudsakligen savann. Runt Rio Pirapetinga är det ganska tätbefolkat, med 166 invånare per kvadratkilometer.